# Glaresis clypeata
Glaresis clypeata is een keversoort uit de familie Glaresidae. De wetenschappelijke naam van de soort is voor het eerst geldig gepubliceerd in 1928 door Van Dyke.